# Шантарские острова
Шанта́рские острова — архипелаг в Охотском море у входа в Удскую губу, Тугурский залив и Залив Академии, отделён от материка Шантарским морем и проливом Линдгольма, административно входит в состав Тугуро-Чумиканского района Хабаровского края России. Название, вероятно, произошло от нивхского «ч’андь» — «быть белым».

## Исторические сведения
Первым к Охотскому (Ламскому) морю в 1639 году вышел Иван Москвитин, перезимовав, на следующий год, 1640, он увидел Шантарские острова и сообщил о них. Открытие Шантарских островов приписывают Василию Пояркову и относят к 1645 году.
Части Большого Камчатского наряда (экспедиция Я. А. Ельчина) — 17 казакам во главе с сыном боярским Филькеевым и кормщиком Татариновым, отправленным в 1718 году в Удский острог, — удалось осмотреть Шантарские острова, перезимовать на острове Большой Шантар и доставить в Якутскую канцелярию в 1721 году донесение о своем походе;.
В 1786 году академику Э. Лаксману передал любопытную записку об Амуре живший под Иркутском участник Второй Камчатской экспедиции Якоб Линденау. В этой записке он утверждал, что ещё в октябре 1742 года он будто бы даже смог лично побывать в проливе у устья Амура. По словам Линденау, судно, на котором он в 1742 году отправился из Охотска на Камчатку, «разными погодами носило» по всему Охотскому морю. В Санкт-Петербургском архиве Академии наук имеется карта, сделанная Линденау в 1743 году. На ней показаны лишь Шантарские острова. Видимо, только в этом районе он и смог побывать в 1742 году.
Первую опись и топосъёмку островов по поручению Российско-американской компании провел Прокофий Козьмин в 1830—1831 гг. Первые научные исследования вел русский ученый-путешественник Александр Миддендорф, который побывал на островах в августе 1844 года.
В июле 1910 года острова посетил приамурский генерал-губернатор П. Ф. Унтербергер. Именно он определил, что Шантарское море (Шантарская губа, Ульбанский и Тугурский заливы) — внутреннее и заход иностранным китобоям туда недопустим.
В 1926 году на острове Большой Шантар появилось поселение (островное хозяйство), находившееся последовательно в системах Дальгосторга (с 1926 г.), Акционерного Камчатского общества (АКО) с 1928 г., Дальзверокомбината Союзпушнины (с 1932 г.) и Аяно-Охотского рыбного треста Наркомпищепрома. С 1934 г. — в составе Чумиканского сельского Совета, в 1956 г. — с. Шантар Шантарского сельского Совета (н.п. Большой Шантар, Северный Мыс). 25 апреля 1968 г. — сельский Совет упразднен.
В настоящее время постоянного населения на островах нет.

## География

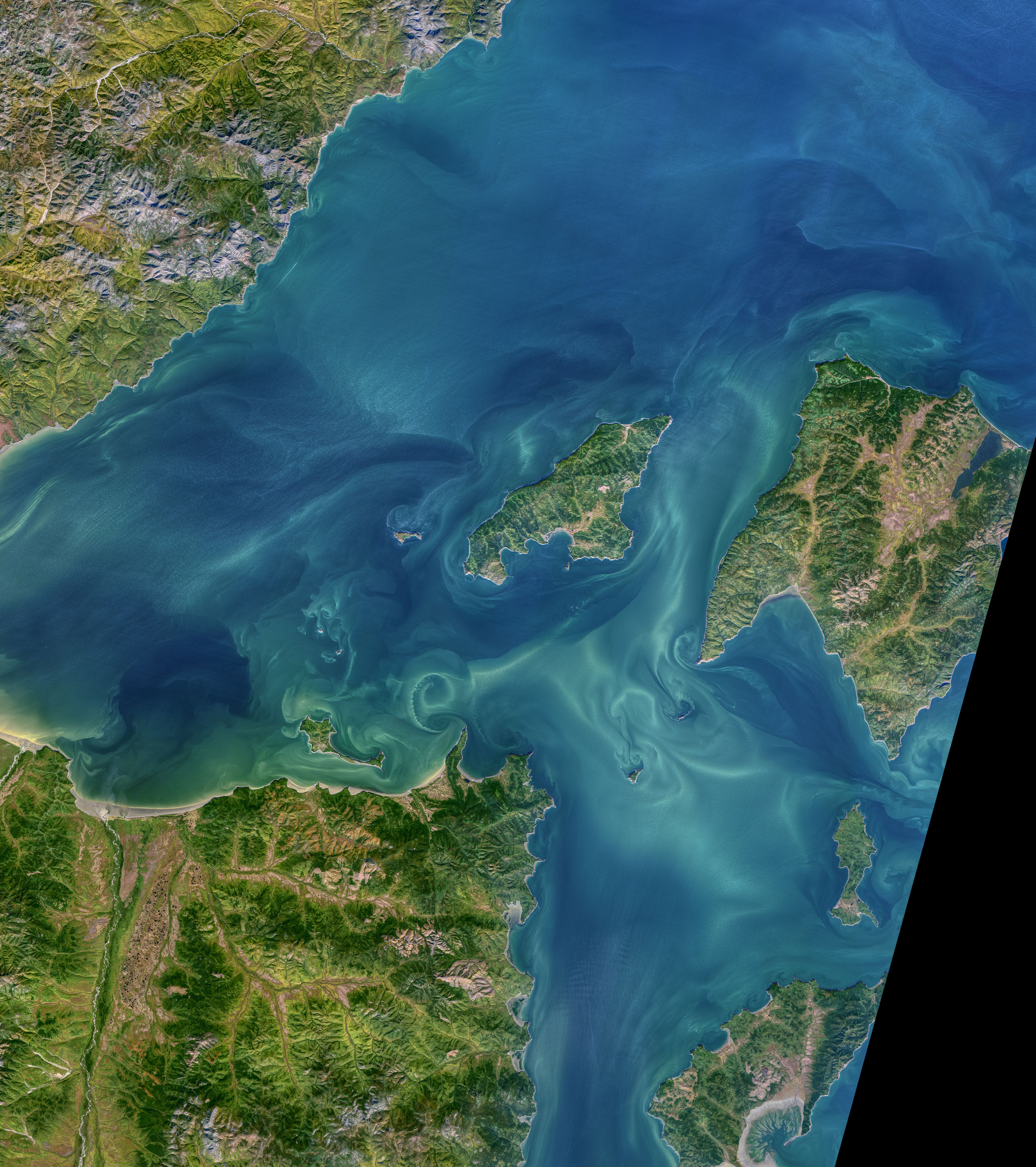

Включает 15 островов: Большой Шантар, Феклистова, Малый Шантар, Беличий, Медвежий, Птичий, Утичий, Сахарная Голова, Кусова, Прокофьева, Сивучьи Камни, Сухотина, Северный, Средний, Южный и Камни Диомида. Общая площадь архипелага около 2,5 тыс. км².
Ландшафт островов гористый, максимальная высота — 720 м (гора Весёлая у восточного побережья Большого Шантара).
Шантарские острова относятся к районам Крайнего Севера.
В 1830—1831 годах на острове Большой Шантар Российско-американская компания основала поселение, но оно было оставлено, так как промыслы были незначительными.

## Растительность
Согласно схеме геоботанического районирования Б. П. Колесникова территория Шантарских островов относится к Южно-Охотской темнохвойно-лесной таёжной подобласти, горно-приморского Аяно-Шантарского округа Сахалинской прибрежно-островной провинции. В лесном поясе большие площади занимают формации интразональной растительности: скал, болот, приморских лугов и т. д. Крупные острова покрыты лиственничными и темнохвойными лесами, в которых основными древесными эдификаторами являются ель аянская, лиственница Гмелина, каменная берёза и её кустарниковая разновидность, берёза плосколистная, осина, ольха пушистая. Выше лесного пояса в верхних частях склонов гор, выше 300—400 м над ур. м. распространен пояс кедрового стланика.
Из 508 видов описанных в составе Шантарского архипелага сосудистых растений, по предварительным подсчетам 45 (8,8 %) являются редкими, из них три вида (0,7 %) внесены в Красные книги Российской Федерации и Хабаровского края. На территории Шантар существуют практически полностью изолированные от основных ареалов популяции следующих растений, которые в условиях островов могут рассматриваться как редкие: минуарция арктическая, минуарция весенняя, минуарция двухцветковая, песчанка Редовского, смолёвка узколистная и гастролихнис скальный из семейства гвоздичных, временнокрыльник камчатский из семейства ароидных и др.
Первичные, самые общие сведения о лесах сообщил в 1714 году Иван Быков — руководитель отряда казаков-землепроходцев.
Первую коллекцию растений (132 вида) собрал Александр Миддендорф в 1844 году, обрабатывал её систематик-ботаник Карл Мейер и ботаник-натуралист Рудольф Траутфеттер.
Второй сбор проводился в 1924—1926 гг. научно-промысловой экспедицией Дальрыбы и Дальгосторга (сост.: А. Д. Батурин — нач. экспед., зоолог Г. Д. Дулькейт — пом. нач. экспед., И. М. Гончаров).
В 1927 году работала гидробиологическая экспедиция Тихоокеанской научно-промысловой станции (ТИРХ) в сост.: Ивана Гуговича Закса, А. Г. Кузнецова и А. П. Введенского, собрав гербарный материал, в том числе гербарий водорослей.
В 1907—1908 гг. и в 1911—1912 гг. работала лесоустроительная экспедиция Министерства землеустройства и земледелия Российской империи во главе с вице-инспектором Корпуса лесничих О. В. Маркграфом (зоологический и почвенный сборы).
В 1928 году Тихоокеанская научно-промысловая станция обобщила материалы по растительном покрову островов (о деревянистых растениях — 74 вида или 17,1 % от общего состава флоры — 431 вид, 38 родов и 16 семейств), авт. И. К. Шишкин. Он распределил растительный покров на группы: 1. еловые леса; 2. лиственничные леса; 3. моховые болота; 4. заросли травянистой растительности; 5. урема по берегам рек; 6. растительность скал и обнажений; 7. растительность морского побережья; 8. заросли кедрового стланика. Список был из 227 видов растений.
В 1947—1959 гг. — работал хабаровский ботаник А. П. Нечаев.
В 1970 году экспедиция отдела леса Биолого-почвенного института Дальневосточного научного центра АН СССР.
В 1986 году Приамурский филиал РГО организовал комплексную экспедицию по изучению экосистемы архипелага. Совместно с зоологами было организовано четыре природных памятника природы.
В 1999 году острова посетила ботаник Л. А. Антонова.

## Животный мир

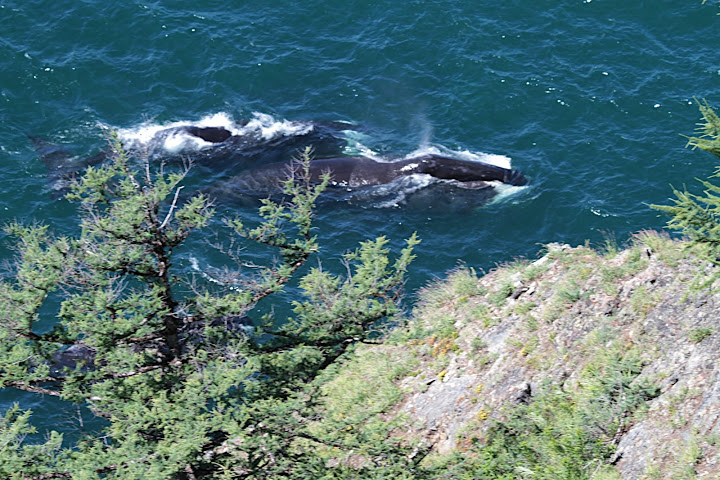
Гренландский кит в проливе Линдгольма

В XIX веке исследователи редко посещали Шантарские острова из-за их труднодоступности и удалённости от основных морских маршрутов. Первое описание птиц, встречающихся на островах, было составлено российским путешественником А. Ф. Миддендорфом в 1851 году по поездке в 1844 году.
В начале XX века в ходе двухлетней работы на островах (в 1924—1926 гг.) зоологом Г. Д. Дулькейтом было описано 214 видов животных. Результаты его работы легли в основу первого списка птиц, который был составлен им совместно с советским орнитологом Л. М. Шульпиным. В списке были представлены 172 вида пернатых.
Советский орнитолог В. Д. Яхонтов во второй половине XX века дополнил список до 205 видов. Проработав на архипелаге в экспедициях 1971, 1978, 1982, 1986, 1991 и 1992 годов, Г. Е. Росляков завершил работу, начатую его коллегами-орнитологами.
В 1928 году работала гидрологическая и гидробиологическая экспедиция Государственного гидрологического института, а в 1930—1931 гг. — экспедиция Акционерного Камчатского общества (АКО) и Амуррыбаксоюза по исследованию перспектив морского зверобойного промысла.
С 1935 года главное направление островного хозяйства определилось как звероводческое, главным объектом которого является соболь, разводимый на воле (к 1936 году соболиное стадо достигало 1500—1600 голов), оленей (800 голов).
На крупных островах обитают многие млекопитающие хищники: бурый медведь, волк, обыкновенная лисица, енотовидная собака (вымерла в первый год завоза), росомаха, выдра, горностай, соболь.
На архипелаге встречаются 11 видов морских птиц. Наиболее многочисленный вид — очковый чистик. Число особей и число колоний птиц значительно изменяется от года к году. Учёными отмечено, что в 1971, 1978 и 1982 годах число этих птиц, гнездящихся на архипелаге, достигало 18 000—20 000 пар. Самые крупные колонии численностью 7000 и 3000 пар располагались на островах Утичьем и Птичьем. В то же время в 1991—1992 годах только на Утичьем гнездилось 17 500 пар.
В 1999 году Шантарские острова с акваторией включены в одноимённый Государственный природный заказник федерального значения.
В 2013 году постановлением Правительства России образован Национальный парк «Шантарские острова» общей площадью 515 500 га, включая прилегающую акваторию Охотского моря площадью 274 284,08 га. Территория национального парка состоит из 4 участков, включающих группы островов Шантарского архипелага. Все участки национального парка расположены в Тугуро-Чумиканском районе Хабаровского края.
Воды вокруг этих прибрежных островов покрыты льдом в среднем около восьми месяцев в году, так что они сливаются с материком бо́льшую часть года.

### Морской промысел
С 1930 года в бухте Якшина на острове Большой Шантар Акционерным Камчатским обществом (АКО) установлены жиротопки и утилизационный завод, которые в настоящее время ошибочно принимают за американское производство браконьеров на острове. На самом деле это наследие не американских китобоев, а советского жиротопочного завода (котлы-казаны, мясорубка), локомобиль фирмы «Scheffel & Schiel» (Германия) для пилорамы, рельсы от кунгасного цеха. Американские на острове только кирпичи и кровельное железо — они были привезены на остров Большой Шантар крейсером «Лейтенант Дыдымов» из Владивостока.
Производился опытный бой — промысел ластоногих — научно-исследовательской экспедицией С. Ю. Фреймана на парусно-моторной шхуне «Чукотка» в Шантарском море.
Общий размер капиталовложений (1929—1933 гг.) достигал 2,7 млн рублей.
По планам 1929—1930 гг. намечалась организация зверобойной флотилии в составе четырёх зверобойных шхун, двух плавучих утилизационных заводов и вспомогательных плавательных средств (катеров-разведчиков и пр.).
С 1940 года работает Шантарский комбинат — Шантарский совхоз (дир. И. О. Оленев), животноводческая ферма, подсобное хозяйство чумиканского рыбокомбината, база (цех) кунгасостроения.
Весной 1940 года в районе Большого озера (бухта Панкова острова Большой Шантар) и залива Академия добыто 1115 голов морзверя (ларга, акиба, лахтак, полосатый тюлень).

## Климат
Климат умеренный муссонный, по температурному режиму с чертами субарктического. Зимой в тылу охотских циклонов идёт вынос студёного воздуха из Сибири. Летом сказывается охлаждающее влияние моря.
| Показатель                                                                            | Янв.  | Фев.  | Март  | Апр. | Май | Июнь | Июль | Авг. | Сен. | Окт. | Нояб. | Дек.  | Год  |
| ------------------------------------------------------------------------------------- | ----- | ----- | ----- | ---- | --- | ---- | ---- | ---- | ---- | ---- | ----- | ----- | ---- |
| Средняя температура, °C                                                               | −19,9 | −18,9 | −13,1 | −3,9 | 2,1 | 7,1  | 11,0 | 12,5 | 8,4  | 1,1  | −8,9  | −17,2 | −3,3 |
| Норма осадков, мм                                                                     | 33    | 17    | 22    | 31   | 54  | 47   | 53   | 74   | 70   | 75   | 54    | 30    | 560  |
| Источник: метеостанция "Большой Шантар" (отсутствует часть данных за 1981 и 1982 гг.) |       |       |       |      |     |      |      |      |      |      |       |       |      |

## Туризм
Туризм на Шантарских островах представлен в следующих категориях: экологический; познавательный, рекреационный, рыболовный, геологический, историко-познавательный, наблюдение за китами, этнический, гастрономический. Туристический сезон на архипелаге длится всего около трёх месяцев в году, с июля по конец сентября. Средняя продолжительность одного путешествия составляет 10—12 дней.
Всего на архипелаге работают две туристические компании, которые предлагают туры, отличающиеся продолжительностью и условиями доставки туристов к архипелагу. В среднем в год архипелаг посещают от 100 до 150 туристов. С сентября 2017 года данные компании действуют в рамках проекта развития туристического кластера «Шантарские острова», вошедшего в федеральную целевую программу «Развитие внутреннего и въездного туризма в Российской Федерации».
В сезон 2018 года открывается новое направление «Шантары Whale Watching» ориентированный на людей, увлекающихся наблюдением за китами.